# Послідовний переклад
Послідовний переклад — один із різновидів усного перекладу, за якого перекладач починає усно перекладати мовою перекладу після того, як оратор припинив говорити, закінчивши всю свою промову або певну її частину.
Щоб уможливити послідовний переклад, оратор час від часу робить паузи, необхідні перекладачеві для перекладу сказаного. Послідовний переклад вимагає утримання в пам'яті перекладача змісту значних фрагментів оригіналу протягом тривалого часу до моменту початку перекладу.
Усний послідовний переклад зазвичай використовується під час проведення заходів із відносно невеликою кількістю учасників: на ділових переговорах, для телефонних розмов, на невеликих семінарах, на круглих столах із невеликою кількістю учасників, для окремих форм брифінгів, пресконференцій, презентацій, фуршетів і святкових заходів, для екскурсій і під час супроводу делегацій.
Важлива сфера застосування послідовного перекладу — судові засідання, слідчі дії, нотаріальні дії за участю громадян, які не володіють цільовою мовою.
Порівняно із синхронним перекладом, за якого перекладач говорить одночасно зі сприйняттям на слух промови вихідною мовою, для послідовного перекладу не потрібне додаткове технічне оснащення і потрібно менше ресурсів перекладачів: достатньо залучити одного перекладача для тривалого заходу, тоді як перекладачі-синхроністи мають замінювати один одного кожні 15—30 хвилин. Крім того, від перекладача не вимагається володіння складними навичками синхронної роботи.
Одним із найважливіших принципів послідовного перекладу є вміння робити перекладацькі записи. Вони допомагають відтворювати зміст сказаного у послідовній формі, не випускаючи важливих деталей, як-от імена та звання людей, статистичні показники, роки, терміни тощо. Однак важливо не плутати перекладацькі записи зі стенографією, метою якої є запис кожного окремого слова. У послідовному перекладі важливо записувати та відтворювати ідеї, а не слово за словом.

## Основні види послідовного перекладу

### Абзацно-фразовий
Інформація подається певними частинами, тобто спікер розмовляє з паузами, після яких перекладач має одразу перекласти конкретну частину. Тому такий вид перекладу вимагає від перекладача швидкої реакції на зміст тексту та його переклад, знання фразових виразів, комунікабельності.

### Послідовний із записом
Такий вид перекладу найчастіше використовують під час офіційних зустрічей та заходів, ділових переговорів, конференцій, виступів, симпозіум, прямих ефірів. Під час такого виду послідовного перекладу перекладач занотовує певну інформацію. Цю інформацію можна записувати чи мовою оригіналу, чи одразу переклад тексту. Головним є те, що перекладачеві потрібно вміти вловити головну думку того, що говорить спікер. Після записаного тексту потрібно вміло та ретельно зібрати інформацію певної тематики та узагальнити її вже перед слухачами.

### Послідовний без запису
Найчастіше застосовується під час бесід (найчастіше телефонних), інтерв’ю, коротких розмов. Такий переклад є досить короткотривалим. Інформація сприймається достатньо швидко і не вимагає додаткових записів.

## Двосторонній переклад
Різновидом усного послідовного перекладу є двосторонній переклад.
Перекладач є сполучною ланкою на переговорах, конференціях та виступах тощо. Цікавим є той факт, що комунікація відбувається не однією і тією ж мовою, а двома. Відповідно перекладач повинен відмінно та вільно володіти обома мовами: тією, якою розмовляє спікер та тією, на яку буде перекладати. Двосторонній усний переклад найчастіше застосовують під час телефонних переговорів, онлайн-конференцій. Головною перевагою усного перекладу є відсутність будь-якого технічного обладнання.  